# Ларнака (озеро)
Ла́рнака (греч. Αλυκή Λάρνακας) — солёное озеро у южной окраины одноимённого города Республики Кипр, одно из важнейших на Кипре и в Европе мест зимовки птиц. Здесь останавливаются стаи фламинго, диких уток и иных водоплавающих. Представляет собой сложную сеть из четырёх солёных озёр, три из них соединены между собой. Самым большим из них является озеро Алики, за ним следуют озеро Орфани, озеро Сорос и озеро Спиро. Ларнака — второе по величине солёное озеро на Кипре после солёного озера Лимасол. Озеро считается одним из самых важных водно-болотных угодий Кипра и было объявлено (с 2001 года) Рамсарским угодьем, участком Натура 2000, Особой охраняемой территорией в соответствии с Барселонской конвенцией и важной орнитологической зоной (IBA). Озеро окружено галофитными кустарниками, а на его берегу находится Мечеть Хала Султан Текке, одна из святынь ислама. Здесь находится гробница Умм Харам, кормилицы Мухаммеда.

## Характеристики озера

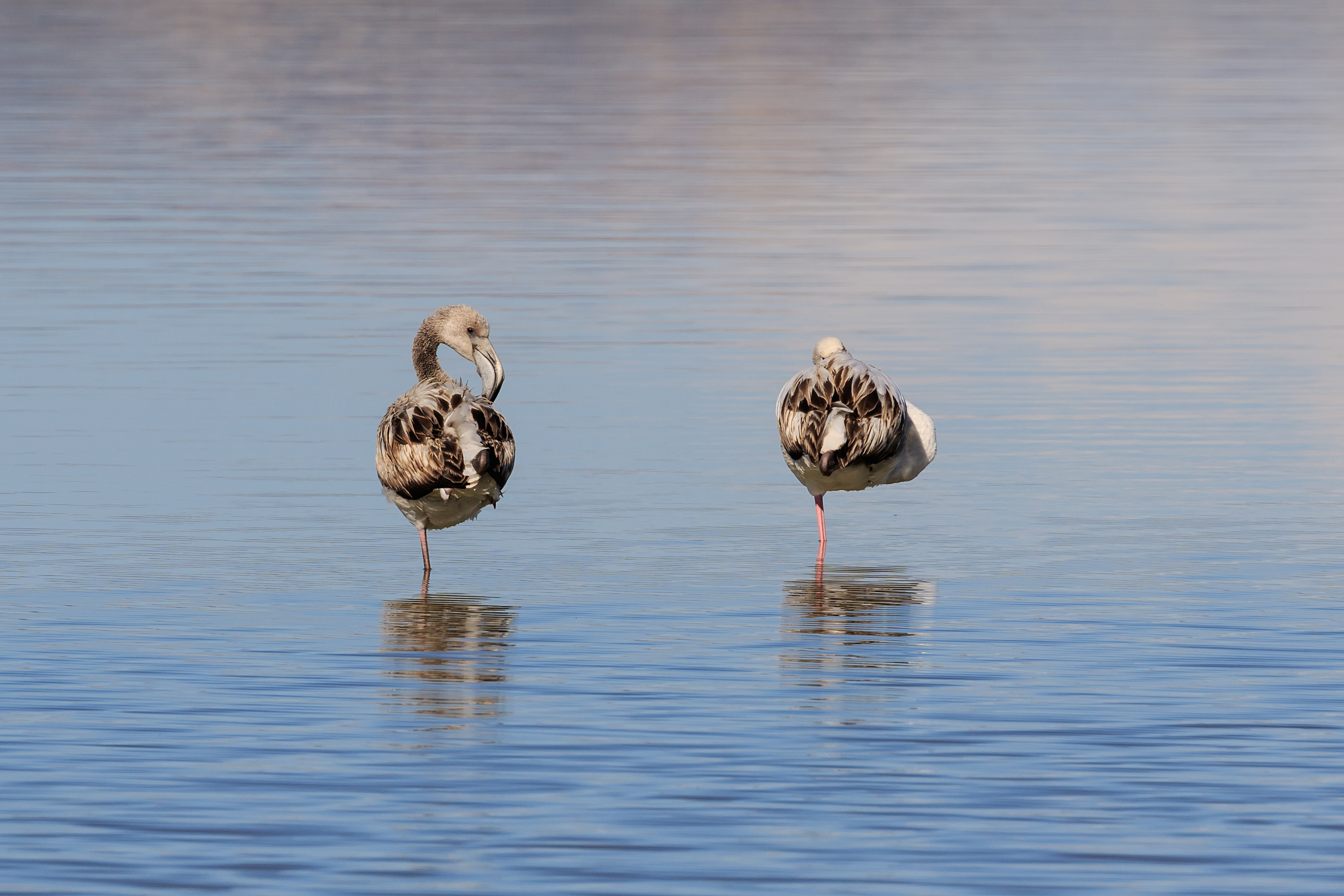
Фламинго на озере

Общая площадь озёр составляет 2,2 км². В зимние месяцы озеро наполняется водой, а летом вода испаряется, оставляя корку соли. Средняя глубина озера при его наполнении — около метра.

## История
Озеро образовалось на месте источника воды для древнего города, руины которого обнаружены рядом с озером.
В течение многих лет из озера осуществлялась добыча соли, которая была одним из основных экспортных товаров острова. Добыча полностью прекращена в 1986 году..
При исследовании кернов осадочных отложений, находящихся на дне солёного озера Ларнака, выяснилось, что ранее озеро было частью моря. Учёные выявили факт сокращения количества морского планктона и пыльцы морских водорослей начиная с периода, датируемого возрастом примерно 1450 лет до н. э. Затем последовало практически полное прекращение ведения сельского хозяйства к 1200 году до нашей эры.